# Sega (araldica)
In araldica la sega è simbolo di operosità artigianale e, nel caso dell'araldica civica, di stretti legami tra la comunità territoriale e l'artigianato del legno.

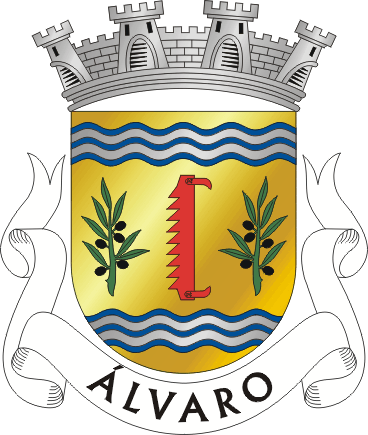
Sega di rosso, posta in palo (freguesia di Álvaro, Oleiros, Portogallo)
D'argento, alla sega di verde (Vilalba Sasserra, Spagna)